# Lobager
Lobager, Lovager (dansk) eller Lobacker (tysk) er en landsby beliggende øst for Langsøen mellem Tolk og Vedelspang i det sydlige Angel i Sydslesvig. Administrativt hører landsbyen under Tolk i Slesvig-Flensborg kreds i den nordtyske delstat Slesvig-Holsten. I kirkelig henseende hører landsbyen til Tolk Sogn. Sognet lå i Strukstrup Herred (Gottorp Amt, Sønderjylland), da området tilhørte Danmark.
Lobager opstod som kådnersted. De første kåd kan påvises i 1828. Stednavnet er første gang dokumenteret 1877. Navnet er muligvis afledt af Lobækken. Området er landbrugsbruget med mange levende hegn. I 1987 havde landbsyen 224 indbyggere. Efter år 2000 er der opført et nyt parcelhuskvarter. Syd for landsbyen ligger lavningen omkring den forhenværende Tolk Sø.
Ved Lobager udspringer den 4 km lange rørlagte Lobæk (Lobeck), nævnt første gang 1650. Forleddet er subst. glda. *lo, der i beslægtede sprog kan have forskellige betydninger. I norsk synes det at have betydet engslette ved vand, i engelsk og tysk tynd skov eller lysning. Det er snarest lo i den sidste betydning, der forekommer i Lobæk (ligesom Lohede). Muligt er ogsåglda. løgh for vaskevand.